# Giuseppe Puerari
Giuseppe Puerari (Cremona, 15 marzo 1900 – Kolašin, 11 aprile 1944) è stato un calciatore e partigiano italiano, di ruolo centrocampista.
Soprannominato Pope, era noto negli almanacchi come Puerari I, per distinguerlo dai fratelli, anch'essi calciatori, Emilio Puerari II e Giovanni Puerari III.

## Carriera
Mediano destro, militò nella Cremonese. Ha esordito in Prima divisione a Milano il 22 ottobre 1922 nella partita Milan-Cremonese (2-1). La sua ultima apparizione con i grigiorossi avvenne il 5 dicembre 1926 nella partita Cremonese-Alessandria (1-0). In tutto disputò 85 partite.
Morì durante la seconda guerra mondiale a Kolašin, in Montenegro, annoverato tra i caduti della resistenza cremonesi.